# Мадог ап Грифид
Мадог ап Грифид (валл. Madog ap Gruffydd; ум. 1277) — старший сын Грифида и его жены Эммы д’Олдитли.
В 1269 году умер Грифид. Его четыре сына: Мадог, Лливелин, Оуайн и Грифид разделили владение отца. Королём Поуис-Вадога стал Мадог, так как он был старшим из братьев. 29 сентября 1267 году было подписано Монтгомериское соглашение, согласно которому правители Поуис-Вадога объявлялись вассалами Лливелина Гвинедского.
Мадог сражался вместе с Лливелином против англичан и погиб во время одной из битв в 1277 году. Ему наследовал его брат Грифид.